# Крістіан Вулф
Крістіан Вулф (англ. Christian Wolff, 8 березня 1934) — американський композитор експериментальної класичної музики, німецького походження, представник нью-йоркської школи композиторів, тісно спілкувався і співпрацював з Джоном Кейджем. Син видавця Курта Вольфа, онук скрипаля і музикознавця Леонхард Вольфа.
Вольф народився у Франції, в родині німецьких літературних видавців Хелен і Курта Вольфа, які здійснили ряд публікацій творів Франца Кафки, Роберта Музіля та Вальтера Беньяміна.
У 1946 році Вольф став американським громадянином. Коли йому було шістнадцять років його вчителька фортепіано Грете Султан направила його для занять композицією до Джона Кейджа: саме Вольф познайомив Кейджа з книгою «І-цзін» (Книгою перемін), що багато в чому визначило подальшу творчу еволюцію Кейджа. Незабаром Вольф став близьким соратником Кейджа та його художнього гуртка, до якого увійшли композитори Ерл Браун і Мортон Фельдман, піаніст Девід Тюдор, танцюрист і хореограф Мерс Каннінгем.
Майже повністю самоучка як композитор, Вольф вивчав музику під керівництвом Кейджа. Пізніше Вольф вивчав класику в Гарвардському університеті і став експертом в творчості давньогрецького поета-драматурга Евріпіда. Вольф викладав в Гарварді до 1970 року; після цього він викладав класику порівняльної літератури і музики у Дартмутському коледжі. Після дев'яти років викладання, він став професором музики. У 2004 році він отримав почесний ступінь в Каліфорнійському інституті мистецтв.

## Творчість
Рання композиційна робота Вольфа включала в себе багато тиші і базувалася спочатку на складній ритмічній схемі, а потім на системі звукових сигналів. Особливістю музики Вольфа є надання виконавцям різного ступеня свободи в інтерпретації його творів, коли фактично музиканти стають співавторами твору в дусі індетермінізму Джона Кейджа. Протягом 1960-х років він співпрацював з композиторами Фредеріком Ржевським і Корнеліусом Кард'ю, та займався дослідженнями експериментальної техніки композиції та музичної імпровізації.
Вольф співпрацював з Мерсом Каннінгемом протягом багатьох років і розробив революційний стиль, де музика і танці відбуваються одночасно, але до певної міри незалежно один від одного.
Вулф часто використовує текстову партитуру. Наприклад, його партитура «Камені» (Stones) виглядає так: "Створювати звуки за допомогою каменів, видобувати звуки з каменів, використовуючи камені різних розмірів і видів (і квітів); в основному дискретно; іноді в швидких послідовності. В основному, б'ючи камінням об каміння, але також камінням по інших поверхонь (всередині барабана зі знятою мембраною, наприклад) або витягуючи звук іншим способом (за допомогою смичка, наприклад, або звукопідсилення). Нічого не ламати "[неавторитетне джерело]
Як музикант Вулф також співпрацював з іншими виконавцями, такими як Стів Лейсі, Ларрі Поланскі, граючи на фортепіано і електричній гітарі.